# سيفاستيانا (بيلا)

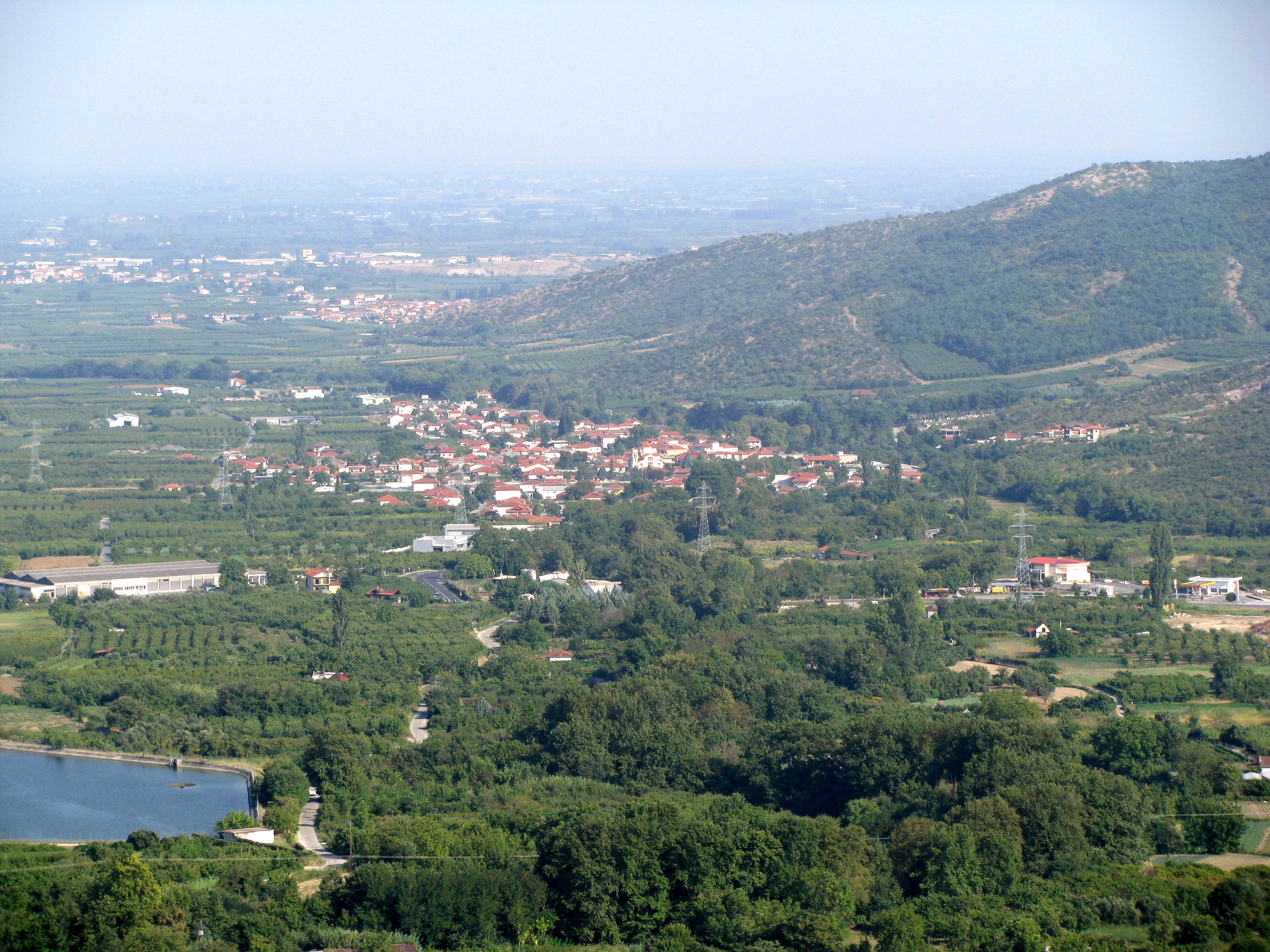

سيفاستيانا (Σεβαστιανά) هي مدينة في بيلا في مقاطعة فوريا إلادا في اليونان.